# Philipp Mettler
Philipp Mettler (* 24. Februar 1975) ist ein Schweizer Kapellmeister, Klarinetten- und Saxophonspieler aus dem Kanton Schwyz. Nebenbei spielt er auch Klavier und Bassgeige.
In seinem 15. Altersjahr startete der in Reichenburg aufgewachsene Philipp Mettler seine Ländlerkapelle des konzertanten Innerschweizerstils. Anfänglich wurde er von seinem Vater, dem Baggerführer Franz Mettler (* 27. November 1940) am Klavier begleitet. Unter seinen Mitspielern war auch Martin Nauer. Anfänglich bestand das Repertoire vorwiegend aus Kompositionen von Carlo Brunner, mit dem der Klavierbauer Philipp Mettler auf ein langjähriges Teamwork zurückblicken kann. Zeitweise spielen sie im Duett mit Klarinette oder Saxophon. Mit seiner ehemaligen Partnerin Maja Brunner arbeitete er auch musikalisch zusammen. Im Jahr 2007 übernahm er den Posten des Bassgeigers in der Ländlerkapelle Carlo Brunners.
Sein Tonstudio befindet sich in der Alten Fabrik in Siebnen.

## Diskografie (Auswahl)
- Carlo Brunner u. Philipp Mettler, «Romantische Traummelodien»
- Carlo Brunner/Philipp Mettler Superländler, «Es fägt und fäzt»
- Kapelle Philipp Mettler, «Es lebe die Ländlermusik»